# Carphodactylidae
Carphodactylidae – rodzina jaszczurek z kladu Gekkota w obrębie rzędu łuskonośnych (Squamata). 

## Zasięg występowania
Przedstawiciele rodziny występują wyłącznie w Australii. 

## Charakterystyka
Długość ciała dorosłych osobników w zależności od gatunku wynosi 70–145 mm nie licząc ogona. Większość przedstawicieli rodziny prowadzi nocny tryb życia. Niektórzy z przedstawicieli rodziny są zwierzętami nadrzewnymi; inni, jak przedstawiciele rodzaju Nephrurus, są zwierzętami naziemnymi, przeczekującymi dni w norach i poszukującymi pożywienia w nocy na powierzchni gruntu. Wszystkie gatunki zaliczane do rodziny są jajorodne.

## Podział systematyczny
Do rodziny Carphodactylidae zaliczane jest 7 rodzajów:
- Carphodactylus Günther, 1897 – jedynym przedstawicielem jest Carphodactylus laevis Günther, 1897
- Nephrurus Günther, 1876
- Orraya Couper, Covacevich, Schneider & Hoskin, 2000 – jedynym przedstawicielem jest Orraya occultus (Couper, Covacevich & Moritz, 1993)
- Phyllurus Shinz, 1822
- Saltuarius Couper, Covacevich & Moritz, 1994
- Underwoodisaurus Wermuth, 1965
- Uvidicolus Oliver & Bauer, 2011 – jedynym przedstawicielem jest Uvidicolus sphyrurus (Ogilby, 1892)